# Bruthen
Bruthen – miasto w Australii, w stanie Wiktoria.